# Anchiale (Kilikien)
Anchiale ist eine antike Stadt in Kilikien. Sie liegt zwischen Tarsos und Soloi.
Nach antiken Autoren sahen die Soldaten Alexander des Großen hier 333 v. Chr. das Grab des assyrischen Königs Sardanapal mit einer Statue mit einer assyrischen Inschrift, die jedoch nur in Griechisch überliefert ist: „Sardanapallos, der Sohn des Anakyndaraxes hat Anchiale und Tarsos an einem Tag erbaut. Du aber, Fremder, iss, trinke und lebe glücklich; alles Andere ist dessen nicht wert“.
Cicero bezeichnete dieses als „mehr eines Ochsens als eines Königs würdig“.